# Benedykt VIII
Benedykt VIII (łac. Benedictus Octavus, właśc. Teofilatto (Teofilakt) di Tuscolo; ur. ok. 980 w Tusculum, zm. 9 kwietnia 1024 w Rzymie) – papież od 17 maja 1012 do 9 kwietnia 1024.

## Życiorys
Jego prawdziwie imię to Teofilakt; był człowiekiem świeckim, synem Grzegorza, księcia Tusculum, bratem Romanusa (późniejszego papieża Jana XIX) i Alberyka III. Po śmierci Jana XVIII i Jana II Krescencjusza (odpowiednio: 12 i 18 maja 1012), konkurencyjne rody arystokratyczne wysunęły swoich kandydatów na Stolicę Piotrową: hrabiowie Tusculum – Benedykta VIII, a arystokraci Krescencjusze – Grzegorza VI, który został antypapieżem.
Aby uniemożliwić przejęcie tronu papieskiego przez antypapieża, Benedykt VIII użył siły militarnej, w wyniku czego jego brat przejął władzę cywilną w Rzymie. Wkrótce potem antypapież Grzegorz musiał uciekać na dwór cesarski i prosić Henryka II o pomoc; cesarz jednak odmówił i udzielił poparcia Benedyktowi.
Benedykt VIII był pierwszym z trzech papieży wywodzących się z rodu hrabiów Tusculum.

### Pontyfikat
Benedykt VIII był aktywny na arenie politycznej w czasie swojego pontyfikatu. 14 lutego 1014 roku koronował w bazylice św. Piotra króla niemieckiego Henryka II na cesarza, a przyrodniego brata cesarza, Arnolda, konsekrował na arcybiskupa Rawenny. W ten sposób zyskał sobie przychylność świeckiego władcy ówczesnej Europy. Na tym samym synodzie papież, na prośbę cesarza, wprowadził do credo dodatek Filioque, który nie funkcjonował w rzymskiej wersji. Na kolejnym synodzie w Rawennie, Benedykt ustanowił prawa przeciwko symonii i wprowadził minimalny wiek święceń kapłańskich.
Przy pomocy wojsk z Pizy i Genui osobiście dokonał także pogromu Saracenów w północnej Italii i w 1016 wyzwolił Sardynię. Zawarł rozejm z Normanami, atakującymi Rzym od południa, po czym wsparł powstanie przeciw władzom bizantyńskim; spowodowało to wykreślenie jego imienia z dyptychów. Kiedy wojska bizantyńskie zaatakowały Italię, udał się po pomoc do Niemiec, do cesarza Henryka II. Po drodze poświęcił katedrę w Bambergu, (gdzie z cesarzem Henrykiem spędził Wielkanoc) i odwiedził klasztor w Fuldzie z grobem św. Bonifacego. Pojawienie się papieża w Niemczech było tak wielkim wydarzeniem, że cesarz ponowił Privilegium Ottonianum, uroczyście potwierdzając donacje Pepina Krótkiego i Karola Wielkiego. Dodał także nowe ziemie do Państwa Kościelnego, dzięki czemu obejmowało ono już niemalże cały Półwysep Italijski. Cesarz ruszył z odsieczą, jednakże zwycięstwa zostały zaprzepaszczone i zakończyły się tylko powstrzymaniem posuwania się Bizantyńczyków na północ Włoch.
Papież Benedykt VIII, razem z cesarzem, zwołał synod w Pawii (1022 rok), gdzie potępiono symonię i bardzo surowo zakazano zawierania małżeństw duchownym. Henryk II poparł te ustalenia i wprowadził je jako prawo obowiązujące w całym cesarstwie. Podyktowane to było troską o to, by dobra kościelne nie były dziedziczone przez potomstwo duchowieństwa.
Czynnie zaangażował się w sprawy związane z reformą życia monastycznego, realizowaną przez Kongregację kluniacką, założoną w roku 910 przez księcia Wilhelma Akwitańskiego. Papież wprowadził zwyczaj śpiewania pieśni religijnych podczas sprawowania mszy.
Benedykt VIII uchodził za człowieka energicznego, przewidującego, zdecydowanego w działaniu; należał do sprawnych administratorów o zacięciu wojskowym i stał na straży prymatu biskupa Rzymu w sprawach dyscyplinarnych. Po śmierci 9 kwietnia 1024 roku, jego ciało złożone zostało w bazylice św. Piotra.